# Wilhelm Meyn
Wilhelm Meyn (* 3. Juni 1923 in Hamburg; † 4. Mai 2002 in Hoppstädten) war ein deutscher Luftwaffenoffizier und Schlachtflieger der Luftwaffe im Zweiten Weltkrieg sowie Generalmajor der Luftwaffe der Bundeswehr.

## Militärische Laufbahn
Beförderungen
- 1. Februar 1942 Leutnant
- 1. September 1944 Oberleutnant
- 16. März 1956 Hauptmann
- 1. Mai 1958 Major
- 1. September 1961 Oberstleutnant
- 1. April 1967 Oberst
- 1. Oktober 1969 Brigadegeneral
- 1. Oktober 1975 Generalmajor

### Zweiter Weltkrieg
Meyn trat am 15. Oktober 1940 der Luftwaffe bei, wo er bis Mitte Oktober 1942 eine Ausbildung zum Sturzkampfpiloten auf der Ju 87 (Stuka) erhielt. Am 16. Oktober 1942 kam er als solcher zunächst in die Ergänzungsstaffel des Schlachtgeschwaders 3, wo er bis Anfang April 1943 verblieb. Während dieser Zeit flog er seine ersten Einsätze im Mittelmeerraum.  Zum 11. April 1943 wurde er in diesem Geschwader der 7. Staffel zugewiesen. Es folgten Einsätze in Italien und bei dem Unternehmen Zitadelle an der Ostfront sowie über dem Schwarzen Meer. Ferner flog Meyn bei Einsätzen im Raum Smolensk-Orel-Charkow und den Kuban-Brückenkopf.  Nach der Umrüstung des Geschwaders auf Fw 190 flog Meyn Einsätze in Estland und Lettland. Hierbei erzielte er 26 Luftsiege und erhielt am 28. Januar 1944 das Deutsche Kreuz in Gold und am 28. Oktober 1944 das Ritterkreuz des Eisernen Kreuzes verliehen. Zu diesem Zeitpunkt war er der jüngste Schlachtflieger der Luftwaffe, der diese Auszeichnung erhalten hatte. Bei Kriegsende im Range eines Oberleutnants, fungierte er als Staffelkapitän der dortigen 9. Staffel und konnte kurz vor Kriegsende seine Staffel aus dem Kurland-Kessel nach Flensburg überführen. Insgesamt flog Meyn 721 Feindflüge und errang 26 Luftsiege. Am 8. Mai 1945 geriet er in britische Kriegsgefangenschaft, aus der er bereits Ende September 1945 wieder entlassen wurde.

### Nachkriegsjahre und Bundeswehrkarriere
Anschließend diente er von Oktober bis Dezember 1945 bei der US Army als Kontrolleur beim US-Army Chief Branch Checker. Von Februar 1946 bis Mai 1950 absolvierte Meyn ein Architekturstudium an der Technischen Hochschule Karlsruhe. Bis März 1956 arbeitete er sodann als Freischaffender Architekt ebendort.
Am 16. März 1956 trat Meyn, unter Ernennung zum Hauptmann, der Bundesluftwaffe bei, wo er bis Ende Februar 1957 eine fliegerische Auffrischung sowie eine Ausbildung zum Fluglehrer erhielt.
In dieser Funktion unterrichtete er von März bis September 1957 an der Waffenschule der Luftwaffe 30 auf dem Flugplatz Fürstenfeldbruck und dem Fliegerhorst Büchel. Zum 1. Oktober 1957 wurde Meyn zum Staffelkapitän im Jagdbombergeschwader 31 in Nörvenich ernannt, eine Funktion, die er bis Ende Dezember 1958 ausfüllte. Danach stieg er innerhalb dieses Geschwaders zum Kommandeur der Fliegenden Gruppe auf. Am 13. März 1961 wurde Meyn zum Kommodore des Jagdbombergeschwaders 36 in Rheine ernannt. Selbige Position hatte er anschließend von Dezember 1962 bis Januar 1964 wieder im Jagdbombergeschwader 31 inne.
Vom 3. Januar 1964 bis Ende September 1965 absolvierte Meyn den 8. Generalstabslehrgang an der Führungsakademie der Bundeswehr in Hamburg und wurde im Anschluss daran in das Bundesministerium der Verteidigung nach Bonn berufen, wo Meyn bis Juli 1971 zunächst als Hilfsreferent, später Referatsleiter und Stabsabteilungsleiter fungierte. Von August 1971 bis Ende Januar 1975 diente er dann bei AFCENT. Im Februar 1975 stieg Meyn zum Chef des Stabes des Luftflottenkommandos in Köln-Wahn auf; eine Funktion, die er bis Ende September 1975 ausfüllte. Am 1. Oktober 1975 wurde Meyn, unter gleichzeitiger Ernennung zum Generalmajor, zum Kommandeur der 2. Luftwaffendivision in Birkenfeld. Ende Juli 1977 gab Meyn dieses Kommando ab und wurde am Folgetag, dem 1. August 1977, zum Stellvertretenden Kommandierenden General des Luftflottenkommandos in Köln-Wahn ernannt. Diese Stelle hielt Meyn bis zu seiner Pensionierung am 28. Februar 1979 inne.
Meyn war verheiratet. Aus seiner Ehe gingen drei Kinder hervor.

### Zitat
„Mit den Dingern stoppen wir ganze Divisionen.“